# T'innamori e poi
T'innamori e poi è un singolo del cantautore italiano Gigi D'Alessio, pubblicato il 20 marzo 2017 dalla Sony Music.

## Tracce
1. T'innamori e poi – 4:13